# Козлодуј (острво)
Козлодуј (буг. Козлодуй) је друга највећа бугарска ада на ријеци Дунав (након острва Белене). Налази се насупрот граду Козлодуј у Бугарској. Дуго је 7,5 km, а ширина му варира од 0,5 до 1,6 km. Површине је 6,1 km2.
Острво се издиже 3–4 m изнад воде, а флора острва се састоји од ријечних топола, а фауна укључује дивље патке и дивље гуске.
Острво је удаљено 200 m од насипа, због чега је до њега једино могуће доћи чамцем.